# Regi Blinker
Reginald Waldie Blinker est un footballeur néerlandais né le 4 juin 1969 à Paramaribo.

## Carrière
- 1986-1989 : Feyenoord Rotterdam  Pays-Bas
- 1988-1989 : FC Den Bosch  Pays-Bas
- 1989-1996 : Feyenoord Rotterdam  Pays-Bas
- 1996-1997 : Sheffield Wednesday  Angleterre
- 1997-2000 : Celtic Glasgow  Écosse
- 2000-2001 : RBC Roosendaal  Pays-Bas
- 2001-2003 : Sparta Rotterdam  Pays-Bas

## Palmarès
- 3 sélections et 0 but avec l'équipe des Pays-Bas entre 1993 et 1994.